# 札幌市立鴻城小学校
札幌市立鴻城小学校（さっぽろしりつ こうじょうしょうがっこう）は、北海道札幌市北区あいの里3条6丁目にある市立小学校。

## 概要
所在する拓北・あいの里地区は山口県からの入植者によって拓かれた地域であり、郷里の有名私塾であった鴻城義塾に因んで命名された。
当初は1年から6年までの児童すべてが1つの学級で1人の教員から授業を受ける「単級学校」だった。その後も複数の学年が合同で学級を形成する「複式校」であったが、あいの里ニュータウン建設に伴って児童数が増加し、1988年（昭和63年）に学年ごとに学級を形成する「単式校」となった。その後児童数の急増に伴い、1994年に札幌市立あいの里西小学校、1996年に札幌市立あいの里東小学校が分離した。その後は急激に児童数が減少し、2006年には1学年1学級の学年が発生。一時は235名まで減少した。
札幌市教育委員会の事業である「札幌市学校図書館地域開放事業」の指定校となっている。

## 沿革
- 1895年（明治28年）4月 - 山田平助により私立学校設立。
- 1897年（明治30年）5月 - 私学塾から、公立篠路尋常小学校山口分教所となる。
- 1900年（明治33年）5月 - 篠路小学校より独立し、公立鴻城尋常小学校となる。当時の所在地は現在の北海道教育大学札幌校の敷地内。
- 1902年（明治35年） - 夜間開設。
- 1914年（大正3年） - 校舎を拓北219番地に移転。
- 1941年（昭和16年） - 鴻城国民学校と改称。
- 1947年（昭和22年） - 新学制により鴻城小学校と改称。
- 1955年（昭和30年） - 札幌市に合併、札幌市立鴻城小学校となる。
- 1984年（昭和59年） - 新校舎引き渡しを受ける。
- 1988年（昭和63年） - 単式校となる
- 1994年（平成6年） - 311名が分離開校したあいの里西小学校へ移る
- 1996年（平成8年） - 578名が分離開校したあいの里東小学校へ移る

。

## 児童数・学級数
※1999年以降は特殊学級2を含む
- 1986年4学級
- 1988年 100名 6学級
- 1989年 244名 7学級
- 1990年 469名 14学級
- 1991年 648名 19学級
- 1992年 895名 25学級
- 1993年 1095名 30学級
- 1994年 1042名 29学級
- 1995年 1187名 32学級
- 1998年 636名 20学級
- 2001年 504名 18学級
- 2004年 393名 14学級
- 2007年 256名 11学級
- 2010年 235名 11学級
- 2013年 240名 11学級
- 2016年 414名 16学級[4]

## 通学区域
- 北区（あいの里1条5丁目から6丁目、あいの里2条5丁目から6丁目、あいの里3条5丁目から6丁目、あいの里4条5丁目から6丁目、南あいの里5丁目から7丁目）[5]